# Saison 2018-2019 du Stade brestois 29
 (mai 2022).
Si vous disposez d'ouvrages ou d'articles de référence ou si vous connaissez des sites web de qualité traitant du thème abordé ici, merci de compléter l'article en donnant les références utiles à sa vérifiabilité et en les liant à la section « Notes et références ».
Dernière mise à jour : 17 septembre 2016.
Chronologie
Saison précédente Saison suivante
La saison 2018-2019 du Stade brestois 29, club de football français, voit l'équipe évoluer en Ligue 2 pour la sixième saison consécutive, après sa relégation à l'issue de la saison 2012-2013.
Il s'agit de la 23e saison en Ligue 2 de l'histoire du club.
Le 10 mai 2019, le Stade brestois valide sa montée en Ligue 1 Conforama à la fin de la 37e journée, après une victoire 3 buts à 0 à domicile contre les Chamois niortais et se place définitivement à la seconde place du classement, derrière le FC Metz et devant l'ESTAC Troyes qui se situe à 4 points d'écart. Les supporters ont fêté la victoire directement à leur contact sur le terrain, avant de faire place à un feu d'artifice, pour enfin dire « Kenavo » (au revoir en breton) à la Domino's Ligue 2, après y avoir évolué durant 6 saisons.

## Avant-saison

### Matchs de préparation
| Date           | Adversaire     | lieu              | Résultat | Buteur(s) brestois                      |
| -------------- | -------------- | ----------------- | -------- | --------------------------------------- |
| 07 / 07 / 2018 | US Concarneau  | Trégunc           | 1 - 0    | Magnetti 75e                            |
| 11 / 07 / 2018 | FC Lorient     | Inzinzac-Lochrist | 3 - 2    | Court 13e · N'Goma 60e · Gandi 75e      |
| 14 / 07 / 2018 | Stade briochin | Locmaria-Plouzané | 3 - 0    | Charbonnier 24e · Henry 67e · Gandi 80e |
| 21 / 07 / 2018 | EA Guingamp    | Brest             | 2 - 2    | Charbonnier 7e · Castelletto 57e        |

## Transferts

### Été 2018
Prolongations :
| Joueurs       | Nationalité | Poste     | Club              | Pays   | Division | Durée |
| ------------- | ----------- | --------- | ----------------- | ------ | -------- | ----- |
| Gaëtan Belaud | France      | Défenseur | Stade brestois 29 | France | Ligue 2  | 1 an  |
| Pierre Magnon | France      | Milieu    | Stade brestois 29 | France | Ligue 2  | 1 an  |
| Donovan Léon  | France      | Gardien   | Stade brestois 29 | France | Ligue 2  | 2 ans |

Détails des transferts de la période estivale - Départs :
| Joueurs                | Nationalité         | Poste     | Club                        | Pays    | Division   | Durée                                          |
| ---------------------- | ------------------- | --------- | --------------------------- | ------- | ---------- | ---------------------------------------------- |
| Zakarie Labidi         | France              | Milieu    | Club africain               | Tunisie | Ligue I    | Libre - contrat de 3 ans                       |
| Exaucé Ngassaki Ndongo | République du Congo | Attaquant | Stade plabennécois Football | France  | National 3 | Libre - contrat amateur                        |
| Jessy Pi               | France              | Milieu    | Toulouse FC                 | France  | Ligue 1    | Retour de prêt                                 |
| Habib Diallo           | Sénégal             | Attaquant | FC Metz                     | France  | Ligue 2    | Retour de prêt                                 |
| Alexandre Coeff        | France              | Milieu    | Udinese                     | Italie  | Serie A    | Retour de prêt, puis transfert à l'AEL Larissa |
| Ibrahima Sissoko       | France              | Milieu    | RC Strasbourg               | France  | Ligue 1    | Transfert - contrat de 5 ans                   |
| Johan Gastien          | France              | Milieu    | Clermont Foot 63            | France  | Ligue 2    | Résiliation - contrat de 3 ans                 |
| Jason Berthomier       | France              | Milieu    | ESTAC                       | France  | Ligue 2    | Transfert - contrat de 3 ans                   |
| Bruno Grougi           | France              | Milieu    | Stade brestois 29           | France  | Ligue 2    | arrêt                                          |
| Lenny Pintor           | France              | Attaquant | Olympique lyonnais          | France  | Ligue 1    | Transfert - contrat de 5 ans                   |

Détails des transferts de la période estivale - Arrivées :
| Joueurs         | Nationalité | Poste     | Club                        | Pays   | Division   | Durée                     |
| --------------- | ----------- | --------- | --------------------------- | ------ | ---------- | ------------------------- |
| Corentin Jacob  | France      | Milieu    | FC Bastia-Borgo             | France | National 2 | Retour de prêt            |
| Guillaume Buon  | France      | Défenseur | Stade brestois B            | France | National 3 | 1er contrat pro - 1 an    |
| Hugo Magnetti   | France      | Milieu    | Stade brestois B            | France | National 3 | 1er contrat pro - 3 ans   |
| Yoann Court     | France      | Milieu    | Bourg-en-Bresse Péronnas 01 | France | Ligue 2    | Libre - contrat 2 ans     |
| Haris Belkebla  | Algérie     | Milieu    | Tours Football Club         | France | Ligue 2    | Libre - contrat 3 ans     |
| Ferris N'Goma   | France      | Milieu    | US Orléans                  | France | Ligue 2    | Transfert - contrat 3 ans |
| Thomas Ayasse   | France      | Milieu    | Le Havre AC                 | France | Ligue 2    | Libre - contrat 1 an      |
| Jessy Pi        | France      | Milieu    | Toulouse FC                 | France | Ligue 1    | Prêt sans option d'achat  |
| Ibrahima Diallo | France      | Milieu    | AS Monaco                   | France | Ligue 1    | Prêt sans option d'achat  |

### Hiver 2019
Prolongations :
| Joueurs            | Nationalité | Poste     | Club              | Pays   | Division | Durée |
| ------------------ | ----------- | --------- | ----------------- | ------ | -------- | ----- |
| Gaëtan Charbonnier | France      | Attaquant | Stade brestois 29 | France | Ligue 2  | 2 ans |
| Brendan Chardonnet | France      | Défenseur | Stade brestois 29 | France | Ligue 2  | 2 ans |
| Julien Faussurier  | France      | Milieu    | Stade brestois 29 | France | Ligue 2  | 2 ans |

Détails des transferts de la période hivernale - Départs :
| Joueurs        | Nationalité | Poste     | Club                | Pays   | Division   | Durée                              |
| -------------- | ----------- | --------- | ------------------- | ------ | ---------- | ---------------------------------- |
| Corentin Jacob | France      | Milieu    | Tours Football Club | France | National 1 | Prêt de 6 mois sans option d'achat |
| David Kiki     | Bénin       | Défenseur | Red Star            | France | Ligue 2    | Prêt de 6 mois avec option d'achat |

Détails des transferts de la période hivernale - Arrivées :
| Joueurs             | Nationalité | Poste     | Club                   | Pays   | Division    | Durée                              |
| ------------------- | ----------- | --------- | ---------------------- | ------ | ----------- | ---------------------------------- |
| Cristian Battocchio | Italie      | Milieu    | Maccabi Tel-Aviv FC    | Israël | Ligat ha'Al | Résiliation - contrat de 2 ans 1/2 |
| Derick Osei Yaw     | France      | Attaquant | Toulouse Football Club | France | Ligue 1     | Résiliation - contrat de 2 ans 1/2 |
| Baba Traoré         | France      | Défenseur | Le Havre AC            | France | Ligue 2     | Prêt de 5 mois sans option d'achat |

## Effectif professionnel actuel

### Joueurs prêtés
Corentin Jacob et David Kiki sont sous contrat avec le Stade brestois jusqu'en 2020.

## Compétitions

### Ligue 2 2018-2019
| Journée       | Date       | Heure | Chaîne TV          | D/E | Adversaire             | Score | Buteur(s) SB29                                                  | Points | Classement | Affluence |
| ------------- | ---------- | ----- | ------------------ | --- | ---------------------- | ----- | --------------------------------------------------------------- | ------ | ---------- | --------- |
| Matchs Aller  |            |       |                    |     |                        |       |                                                                 |        |            |           |
| 01            | 30/07/2018 | 20h45 | Canal + Sport      | D   | FC Metz                | 0 - 1 |                                                                 | 0 pts  | 16e        | 9 590     |
| 02            | 03/08/2018 | 20h00 | beIN SPORTS 2      | E   | ES Troyes AC           | 1 - 2 | 37e 42e Charbonnier                                             | 3 pts  | 10e        | 6 118     |
| 03            | 10/08/2018 | 20h00 | beIN SPORTS MAX 4  | D   | Paris FC               | 1 - 1 | 55e Charbonnier                                                 | 4 pts  | 10e        | 7 876     |
| 04            | 17/08/2018 | 20h00 | beIN SPORTS MAX 10 | E   | FC Sochaux-Montbéliard | 2 - 0 |                                                                 | 4 pts  | 13e        | 6 583     |
| 05            | 24/08/2018 | 20h00 | beIN SPORTS MAX 5  | D   | Le Havre AC            | 1 - 0 | 55e Mayi                                                        | 7 pts  | 10e        | 7 056     |
| 06            | 31/08/2018 | 20h00 | beIN SPORTS MAX 5  | E   | AJ Auxerre             | 0 - 2 | 59e Weber 60e Charbonnier                                       | 10 pts | 7e         | 5 595     |
| 07            | 14/09/2018 | 20h00 | beIN SPORTS MAX 5  | D   | GFC Ajaccio            | 4 - 1 | 22e 68e Charbonnier 45+1e 83e Autret                            | 13 pts | 4e         | 6 412     |
| 08            | 21/09/2018 | 20h00 | beIN SPORTS MAX 7  | E   | Grenoble Foot 38       | 1 - 2 | 44e Belkebla 70e Charbonnier                                    | 16 pts | 4e         | 6 646     |
| 09            | 28/09/2018 | 20h00 | beIN SPORTS MAX 6  | D   | LB Châteauroux         | 5 - 1 | 19e 41e Autret 57e (pen.) Charbonnier 68e Faussurier 82e Ayasse | 19 pts | 3e         | 6 469     |
| 10            | 05/10/2018 | 20h00 | beIN SPORTS MAX 4  | E   | Valenciennes FC        | 1 - 3 | 32e Court 60e Charbonnier 90+2e (pen.) Butin                    | 22 pts | 3e         | 7 557     |
| 11            | 20/10/2018 | 15h00 | beIN SPORTS 1      | D   | FC Lorient             | 3 - 2 | 25e 59e Charbonnier 76e Belaud                                  | 25 pts | 3e         | 13 033    |
| 12            | 30/10/2018 | 20h45 | Canal + Sport      | E   | Clermont Foot 63       | 2 - 2 | 15e Pi 20e Autret                                               | 26 pts | 3e         | 2 971     |
| 13            | 02/11/2018 | 20h00 | beIN SPORTS 2      | D   | Red Star FC            | 1 - 1 | 75e Charbonnier                                                 | 27 pts | 2e         | 9 144     |
| 14            | 12/11/2018 | 20h45 | Canal + Sport      | D   | AS Nancy-Lorraine      | 2 - 1 | 46e Charbonnier 83e Castelletto                                 | 30 pts | 2e         | 7 231     |
| 15            | 23/11/2018 | 20h00 | beIN SPORTS MAX 8  | E   | US Orléans             | 0 - 0 |                                                                 | 31 pts | 2e         | 3 312     |
| 16            | 30/11/2018 | 20h00 | beIN SPORTS MAX 4  | D   | AC Ajaccio             | 2 - 0 | 40e Castelletto 90+1e Mayi                                      | 34 pts | 2e         | 8 457     |
| 17            | 04/12/2018 | 21h00 | beIN SPORTS 2      | E   | RC Lens                | 2 - 1 | 86e Charbonnier                                                 | 34 pts | 2e         | 22 124    |
| 18            | 14/12/2018 | 20h00 | beIN SPORTS MAX 5  | D   | AS Béziers             | 3 - 0 | 45+2e Court 65e (pen.) Charbonnier 85e Butin                    | 37 pts | 2e         | 8 068     |
| 19            | 21/12/2018 | 20h30 | beIN SPORTS 2      | E   | Chamois niortais       | 1 - 1 | 40e Charbonnier                                                 | 38 pts | 2e         | 3 346     |
| Matchs Retour |            |       |                    |     |                        |       |                                                                 |        |            |           |
| 20            | 12/01/2019 | 15h00 | beIN SPORTS 1      | D   | ES Troyes AC           | 1 - 1 | 38e Autret                                                      | 39 pts | 2e         | 7 818     |
| 21            | 21/01/2019 | 20h45 | Canal + Sport      | E   | Paris FC               | 0 - 1 | 8e Chardonnet                                                   | 42 pts | 2e         | 3 695     |
| 22            | 26/01/2019 | 15h00 | beIN SPORTS 1      | D   | FC Sochaux-Montbéliard | 1 - 0 | 26e (csc) Zigi                                                  | 45 pts | 2e         | 7 625     |
| 23            | 01/02/2019 | 20h00 | beIN SPORTS MAX 4  | E   | Le Havre AC            | 1 - 1 | 48e Charbonnier                                                 | 46 pts | 2e         | 6 079     |
| 24            | 11/02/2019 | 20h45 | Canal + Sport      | D   | AJ Auxerre             | 1 - 0 | 12e (csc) Tacalfred                                             | 49 pts | 2e         | 9 714     |
| 25            | 15/02/2019 | 20h00 | beIN SPORTS 3      | E   | GFC Ajaccio            | 1 - 1 | 60e Charbonnier                                                 | 50 pts | 2e         | 2 372     |
| 26            | 22/02/2019 | 20h00 | beIN SPORTS MAX 4  | D   | Grenoble Foot 38       | 3 - 1 | 35e Court 53e Battocchio 64e (pen.) Charbonnier                 | 53 pts | 2e         | 9 011     |
| 27            | 01/03/2019 | 20h00 | beIN SPORTS 2      | E   | LB Châteauroux         | 2 - 2 | 22e (pen.) N'Goma 82e Weber                                     | 54 pts | 2e         | 6 435     |
| 28            | 08/03/2019 | 20h00 | beIN SPORTS 2      | D   | Valenciennes FC        | 2 - 5 | 78e Charbonnier 85e Chardonnet                                  | 54 pts | 2e         | 9 023     |
| 29            | 16/03/2019 | 15h00 | beIN SPORTS 2      | E   | FC Lorient             | 1 - 1 | 69e Court                                                       | 55 pts | 2e         | 13 648    |
| 30            | 29/03/2019 | 20h00 | beIN SPORTS 2      | D   | Clermont Foot 63       | 0 - 0 |                                                                 | 56 pts | 2e         | 9 172     |
| 31            | 05/04/2019 | 20h00 | beIN SPORTS 2      | E   | Red Star FC            | 0 - 2 | 20e Charbonnier 74e Autret                                      | 59 pts | 2e         | 2 438     |
| 32            | 12/04/2019 | 20h00 | beIN SPORTS MAX 9  | E   | AS Nancy-Lorraine      | 2 - 3 | 7e Pi 55e Autret 59e Charbonnier                                | 62 pts | 2e         | 12 019    |
| 33            | 19/04/2019 | 20h00 | beIN SPORTS MAX 6  | D   | US Orléans             | 3 - 1 | 41e (pen.) 80e Charbonnier 90+2e Butin                          | 65 pts | 2e         | 12 014    |
| 34            | 23/04/2019 | 20h00 | beIN SPORTS MAX 6  | E   | AC Ajaccio             | 0 - 2 | 45e Battocchio 64e Charbonnier                                  | 68 pts | 2e         | 2 326     |
| 35            | 27/04/2019 | 15h00 | beIN SPORTS 1      | D   | RC Lens                | 2 - 0 | 35e Court 45+1e Autret                                          | 71 pts | 2e         | 12 467    |
| 36            | 03/05/2019 | 20h00 | beIN SPORTS 2      | E   | AS Béziers             | 1 - 0 |                                                                 | 71 pts | 2e         | 2 660     |
| 37            | 10/05/2019 | 20h45 | beIN SPORTS MAX 4  | D   | Chamois niortais       | 3 - 0 | 14e 33e Charbonnier 63e Court                                   | 74 pts | 2e         | 14 927    |
| 38            | 17/05/2019 | 20h45 | beIN SPORTS MAX 4  | E   | FC Metz                | 1 - 0 |                                                                 | 74 pts | 2e         | 20 200    |

#### Classement
Le classement final des cinq premières places de la saison 2018-2019 de Ligue 2 est :
| Rang | Équipe            | Pts | J  | G  | N  | P  | Bp | Bc | Diff | Promotion ou relégation           |
| ---- | ----------------- | --- | -- | -- | -- | -- | -- | -- | ---- | --------------------------------- |
| 1    | FC Metz R         | 81  | 38 | 24 | 9  | 5  | 60 | 23 | +37  | Promotion en Ligue 1              |
| 2    | Stade brestois 29 | 74  | 38 | 21 | 11 | 6  | 64 | 35 | +29  | Promotion en Ligue 1              |
| 3    | ES Troyes AC R    | 71  | 38 | 21 | 8  | 9  | 51 | 28 | +23  | Match 2 des barrages de promotion |
| 4    | Paris FC          | 65  | 38 | 17 | 14 | 7  | 36 | 22 | +14  | Match 1 des barrages de promotion |
| 5    | RC Lens           | 63  | 38 | 18 | 9  | 11 | 49 | 28 | +21  | Match 1 des barrages de promotion |

### Coupe de la Ligue 2018-2019
Le Stade brestois entre en lice au premier tour de la Coupe de la Ligue, tout comme l'ensemble des clubs de Ligue 2 et les 3 clubs de National professionnels.
Le premier tour se déroulera le 14 août 2018 contre le FC Sochaux-Montbéliard. 
Détails des matchs
| 1er tour                 | FC Sochaux-Montbéliard                               | 1 - 1 t.a.b 3-4 | Stade brestois                                          | Stade Bonal, Sochaux                                             |                                                                  |
| Mardi 14 août 2018 20h00 | Chardonnet 73e (csc)                                 | (0 - 1)         | Autret 25e                                              | Spectateurs : 5 887 Diffuseur : Foot+ Arbitrage : Romain Delpech | Spectateurs : 5 887 Diffuseur : Foot+ Arbitrage : Romain Delpech |
| Mardi 14 août 2018 20h00 | Robinet · Gomes · Demirovic · Nando · Sané · Pendant | Tirs au but     | Autret · Chardonnet · Butin · Pi · Charbonnier · Diallo | Spectateurs : 5 887 Diffuseur : Foot+ Arbitrage : Romain Delpech | Spectateurs : 5 887 Diffuseur : Foot+ Arbitrage : Romain Delpech |

| 2e tour                  | Le Havre AC                                                            | 3 - 3 t.a.b 6-5 | Stade brestois                                                      | Océane, Le Havre                                                  |                                                                   |
| Mardi 28 août 2018 20h00 | Gory 21e 36e · Moussiti-Oko 50e                                        | (2 - 0)         | Chardonnet 67e · Autret 67e · Castelletto 69e                       | Spectateurs : 3 663 Diffuseur : Foot+ Arbitrage : Sylvain Palhies | Spectateurs : 3 663 Diffuseur : Foot+ Arbitrage : Sylvain Palhies |
| Mardi 28 août 2018 20h00 | Mayembo · Basque · Ferhat · Özdemir · Moussiti-Oko · Lekhal · Assifuah | Tirs au but     | Autret · Chardonnet · Butin · Belkebla · Charbonnier · Pi · Bernard | Spectateurs : 3 663 Diffuseur : Foot+ Arbitrage : Sylvain Palhies | Spectateurs : 3 663 Diffuseur : Foot+ Arbitrage : Sylvain Palhies |

### Coupe de France 2018-2019
Le Stade brestois entre en lice au septième tour de la Coupe de France, tout comme l'ensemble des clubs de Ligue 2.
Le septième tour se déroulera le week-end du 17 et 18 novembre 2018.
| 7e tour                       | FC Atlantique Vilaine | 1 - 4   | Stade brestois 29                           | Stade municipal, Redon                          |                                                 |
| Samedi 17 novembre 2018 20h00 | Diaz 90+3e            | (0 - 1) | Mayi 20e 80e · Belaud 54e · Charbonnier 87e | Spectateurs : 2 000 Arbitrage : Yoann Rouinsard | Spectateurs : 2 000 Arbitrage : Yoann Rouinsard |

| 8e tour                        | Vannes OC                               | 2 - 3   | Stade brestois 29                       | Stade de la Rabine, Vannes                                              |                                                                         |
| Dimanche 9 décembre 2018 13h45 | Dufrennes 25e (pen.) Kikonda 45e (pen.) | (2 - 2) | Court 14e · Mayi 31e · Butin 87e (pen.) | Spectateurs : 1 800 Diffuseur : France 3 Arbitrage : Benjamin Lepaysant | Spectateurs : 1 800 Diffuseur : France 3 Arbitrage : Benjamin Lepaysant |

| 32e de finale                 | Stade rennais FC                                                      | 2 - 2 t.a.b 5-4 | Stade brestois 29                                               | Roazhon Park, Rennes                                                 |                                                                      |
| Dimanche 6 janvier 2019 14h15 | Hunou 41e · Sarr 49e                                                  | (1 - 2)         | Charbonnier 24e 39e                                             | Spectateurs : 12 554 Diffuseur : France 3 Arbitrage : Antony Gautier | Spectateurs : 12 554 Diffuseur : France 3 Arbitrage : Antony Gautier |
| Dimanche 6 janvier 2019 14h15 | Poha · Castillo · Bourigeaud · Sarr · Siebatcheu · Da Silva · Zeffane | Tirs au but     | Chardonnet · Belkebla · Ayasse · Diallo · Butin · Court · Weber | Spectateurs : 12 554 Diffuseur : France 3 Arbitrage : Antony Gautier | Spectateurs : 12 554 Diffuseur : France 3 Arbitrage : Antony Gautier |

### Meilleurs Buteurs et passeurs
| Position | Nom                      | Buts en L2 | Buts en coupe | Passes décisives L2 | Passes décisives coupe | Total Buts | Total Passes dé. |
| -------- | ------------------------ | ---------- | ------------- | ------------------- | ---------------------- | ---------- | ---------------- |
| 1        | Gaëtan Charbonnier       | 27         | 3             | 6                   | 0                      | 30         | 6                |
| 2        | Mathias Autret           | 9          | 2             | 8                   | 4                      | 11         | 12               |
| 3        | Yoann Court              | 7          | 1             | 5                   | 3                      | 8          | 8                |
| 4        | Kévin Mayi               | 2          | 3             | 0                   | 0                      | 5          | 0                |
| 5        | Édouard Butin            | 3          | 1             | 1                   | 1                      | 4          | 2                |
| 6        | Jean-Charles Castelletto | 2          | 1             | 1                   | 0                      | 3          | 1                |
| 7        | Brendan Chardonnet       | 2          | 1             | 0                   | 0                      | 3          | 0                |
| 8        | Cristian Battocchio      | 2          | 0             | 3                   | 0                      | 2          | 3                |
| -        | Jessy Pi                 | 2          | 0             | 3                   | 0                      | 2          | 3                |
| 9        | Gaëtan Belaud            | 1          | 1             | 1                   | 0                      | 2          | 1                |
| -        | Anthony Weber            | 2          | 0             | 1                   | 0                      | 2          | 1                |
| 10       | Julien Faussurier        | 1          | 0             | 2                   | 0                      | 1          | 2                |
| -        | Ferris N'Goma            | 1          | 0             | 2                   | 0                      | 1          | 2                |
| 11       | Thomas Ayasse            | 1          | 0             | 0                   | 0                      | 1          | 0                |
| -        | Haris Belkebla           | 1          | 0             | 0                   | 0                      | 1          | 0                |
| 12       | Quentin Bernard          | 0          | 0             | 4                   | 0                      | 0          | 4                |
| 13       | Baba Traoré              | 0          | 0             | 1                   | 0                      | 0          | 1                |
| -        | Valentin Henry           | 0          | 0             | 0                   | 1                      | 0          | 1                |
| -        | Pierre Magnon            | 0          | 0             | 0                   | 1                      | 0          | 1                |